# بيز كامبريالاس
بيز كامبريالاس (بالإنجليزية: Piz Cambrialas)‏ هو أحد جبال سلسلة جبال الألب غلاروس ويقع في كانتون غراوبوندن في سويسرا. يحتل المرتبة رقم 133 في قائمة جبال سويسرا من حيث الارتفاع، إذ يبلغ ارتفاعه حوالي 3208 متر، بينما يبلغ ارتفاع نتوء الجبل 364 متر، هذا وقد سجل أول وصول لقمة الجبل عام 1905.